# 瑟凯·考陶琳
瑟凯·卡塔琳（匈牙利語：Szőke Katalin，1935年8月17日—2017年10月27日），匈牙利游泳运动员。她曾获得1952年夏季奥运会100米自由泳和4×100米自由泳接力金牌。
1985年，她入选了国际游泳名人堂。